# Unterseeboot 423
L'Unterseeboot 423 ou U-423 est un sous-marin allemand (U-Boot) de type VIIC utilisé par la Kriegsmarine pendant la Seconde Guerre mondiale.
L'U-423 n'a ni coulé ni endommagé de navire au cours de l'unique patrouille (9 jours en mer) qu'il effectua. 
Il fut coulé par l'aviation norvégienne au nord-ouest des îles Féroé en juin 1944.

## Conception
Unterseeboot type VII, l'U-423 avait un déplacement de 769 tonnes en surface et 871 tonnes en plongée. Il avait une longueur totale de 67,10 m, un maître-bau de 6,20 m, une hauteur de 9,60 m, et un tirant d'eau de 4,74 m. Le sous-marin était propulsé par deux hélices de 1.23 m, deux moteurs diesel F46 de 6 cylindres produisant un total de 2 060 à 2 350 kW en surface et de deux moteurs électriques Siemens-Schuckert GU 343/38-8 produisant un total 550 kW, en plongée. Le sous-marin avait une vitesse en surface de 17,7 nœuds (32,8 km/h) et une vitesse de 7,6 nœuds (14,1 km/h) en plongée. Immergé, il avait un rayon d'action de 80 milles marins (150 km) à 4 nœuds (7,4 km/h; 4,6 milles par heure), en surface, son rayon d'action était de 8 500 milles nautiques (soit 15 700 km) à 10 nœuds (19 km/h).
L'U-423 était équipé de cinq tubes lance-torpilles de 53,3 cm (quatre montés à l'avant et un à l'arrière) et embarquait quatorze torpilles. Il était équipé d'un canon de 8,8 cm SK C/35 (220 coups) et d'un canon anti-aérien de 20 mm Flak. Son équipage comprenait 53 sous mariniers.

## Historique
Le sous-marin est commandé le 10 avril 1941 à Dantzig (Danziger Werft), sa quille est posée le 16 mars 1942, il est lancé le 7 novembre 1942 et mis en service le 3 mars 1943, sous le commandement de l'Oberleutnant zur See Joachim Methner.
Il sert dans la 8. Unterseebootsflottille du 3 mars 1943 jusqu'à sa perte.
Le 9 juin 1944 il appareille de Kiel pour sa première patrouille. Après neuf jours en mer, il est coulé à la position 63° 06′ N, 2° 05′ E, au nord-est des îles Féroé par des charges de profondeur lancées par un PBY Catalina norvégien du 333e escadron de la RAF (en).
Les 53 membres d'équipage meurent dans cette attaque.

## Affectations
- 8. Unterseebootsflottille du 3 mars 1943 au 17 juin 1944 (Flottille d'entraînement).

## Commandement
- Oberleutnant zur See Joachim Methner du 3 mars 1943 au 26 septembre 1943.
- Oberleutnant zur See Hinrich Kelling du 27 septembre 1943 à octobre 1943.
- Oberleutnant zur See Klaus Hackländer d'octobre 1943 au 17 juin 1944.